# 毒药乐队
毒药乐队（Poison），是一支在1980年代后期和1990年代前期取得巨大声望和成功的美国硬摇滚乐队。他们因具有视觉冲击力的形象、抒情的主题、以及商业上的广泛成功而成为华丽金属的代表乐队。时至今日，乐队已经在全世界取得了两千五百万张专辑的销量，仅在美国就出售一千四百五十万张。此外，乐队有十首单曲进入了告示牌前40，其中包括六首进入前10和一首成为第一。乐队至今仍活跃在舞台上。

## 成员

### 现任成员
- Bret Michaels – 主唱，节奏吉他，口琴 (1983–至今)
主音吉他，伴唱 (1984)
- C.C. DeVille – 主音吉他，伴唱，偶尔担任主唱 (1985–1991, 1999–至今)
- Bobby Dall – 贝司，键盘，钢琴，伴唱 (1984–至今)
- Rikki Rockett – 鼓，打击乐器，伴唱 (1984–至今)

## 唱片
- Look What the Cat Dragged In (1986)
- Open Up and Say...Ahh! (1988)
- Flesh and Blood (1990)
- Swallow This Live (1991)
- Native Tongue (1993)
- Crack a Smile...and More! (2000)
- Power to the People (2001)
- Hollyweird (2002)
- Poison'd! (2007)
- Live, Raw & Uncut (2008)